# دولچدو
دولچدو (به ایتالیایی: Dolcedo) یک کومونه در ایتالیا است که در استان ایمپریا واقع شده‌است.

## خصوصیات
دولچدو ۱۹٫۳۲ کیلومترمربع مساحت و ۱٬۲۴۶ نفر جمعیت دارد و ۷۵ متر بالاتر از سطح دریا واقع شده‌است.